# Copa de Competencia Jockey Club
A Copa de Competencia Jockey Club foi uma competição nacional de futebol da Argentina, disputada entre 1907 e 1933. Foi organizada pela entidade oficial do futebol argentino ante à FIFA, que teve várias mudanças de nome durante os anos do torneio: Argentine Football Association (do início do torneio até 1912), Asociación Argentina de Football (1912–1926), Asociación Amateur Argentina de Football (1926–1931), e por fim, Asociación Argentina de Football (Amateurs y Profesionales) (de 1931 até o fim da copa).
A Copa de Competencia "Jockey Club" está entre as competições nacionais oficializadas pela Associação do Futebol Argentino em 6 de agosto de 2013. Na oportunidade, a entidade formalizou a lista de vencedores de todas as competições nacionais desde 1900, entre amadoras e profissionais.

## História
A Copa de Competencia "Jockey Club" foi disputada pela primeira vez em 1907, coroando o Alumni como seu primeiro vencedor. Além dos times afiliados à Associação do Futebol Argentino, participaram como convidados clubes afiliados à Liga Rosarina de Fútbol até a edição de 1919. A partir da edição de 1921, apenas times das cidades de Buenos Aires e La Plata participaram da competição. O vencedor desta Copa ganhava o direito de disputar a Tie Cup contra o time uruguaio campeão da Copa de Competencia.[carece de fontes?]
Após a edição final da Tie Cup em 1919, a Copa de Competencia Jockey Club foi disputada em mais quatro ocasiões em 1921, 1925, 1931 e 1933. Foi disputada em um total de 17 ocasiões e as equipes mais bem-sucedidas foram Alumni e San Isidro com três títulos cada.

## Edições
A lista a seguir inclui todas as edições da Copa de Competencia:

### Finais
| Ano  | Campeão                     | Placar(es)  | Vice-campeão                |
| ---- | --------------------------- | ----------- | --------------------------- |
| 1907 | Alumni                      | 4 – 2       | Belgrano Athletic           |
| 1908 | Alumni                      | 5 – 0       | Argentino de Quilmes]       |
| 1909 | Alumni                      | 5 – 1       | Newell's Old Boys           |
| 1910 | Estudiantes de Buenos Aires | 3 – 1       | Gimnasia y Esgrima (BA)     |
| 1911 | San Isidro                  | 4 – 2       | Estudiantes de Buenos Aires |
| 1912 | San Isidro                  | 0 – 0 2 – 1 | Quilmes                     |
| 1913 | San Isidro                  | 2 – 0       | Racing                      |
| 1914 | River Plate                 | 4 – 0       | Newell's Old Boys           |
| 1915 | Porteño                     | 2 – 1       | Racing                      |
| 1916 | Rosario Central             | 2 – 1       | Independiente               |
| 1917 | Independiente               | 2 – 1       | Estudiantes de La Plata     |
| 1918 | Porteño                     | 2 – 1       | River Plate                 |
| 1919 | Boca Juniors                | 1 – 0       | Rosario Central             |
| 1921 | Sportivo Barracas           | 2 – 1       | Nueva Chicago               |
| 1925 | Boca Juniors                | 1 – 1 1 – 0 | Argentinos Juniors          |
| 1931 | Sportivo Balcarce           | 1 – 1 4 – 1 | Almagro                     |
| 1933 | Nueva Chicago               | 1 – 0       | Banfield                    |

### Títulos por clube
| Time                        | Títulos | Anos do título   |
| --------------------------- | ------- | ---------------- |
| Alumni                      | 3       | 1907, 1908, 1909 |
| San Isidro                  | 3       | 1911, 1912, 1913 |
| Porteño                     | 2       | 1915, 1918       |
| Boca Juniors                | 2       | 1919, 1925       |
| Estudiantes de Buenos Aires | 1       | 1910             |
| River Plate                 | 1       | 1914             |
| Rosario Central             | 1       | 1916             |
| Independiente               | 1       | 1917             |
| Sportivo Barracas           | 1       | 1921             |
| Sportivo Balcarce           | 1       | 1931             |
| Nueva Chicago               | 1       | 1933             |